# Gisèle Casadesus
Gisèle Casadesus (Parigi, 14 giugno 1914 – Parigi, 24 settembre 2017) è stata un'attrice francese.
È stata socia onoraria della Comédie-Française e grand'ufficiale della Legion d'Onore.
È inoltre la madre del direttore d'orchestra Jean-Claude Casadesus, dell'attrice Martine Pascal, del compositore Dominique Probst e dell'artista Béatrice Casadesus.
Nel 2003 è stata insignita del prestigioso Premio Molière alla carriera.

## Biografia
Nata in una famiglia di artisti in rue du Steinkerque a Parigi, è figlia del compositore e direttore d'orchestra spagnolo Henri Casadesus e dell'arpista Marie-Louise Beetz. 
Vive la prima guerra mondiale rifugiandosi con suo fratello nella cantina della loro abitazione parigina per sfuggire all'armata tedesca. All'età di 14 anni, accompagna il padre negli Stati Uniti in occasione di una lunga tournée.
Dopo un primo premio di recitazione al Conservatorio Nazionale Superiore di Arte Drammatica, all'età di vent'anni entra a far parte della Comédie-Française.
Sempre nel 1934, sposa l'attore Lucien Pascal, con cui avrà quattro figli: Jean-Claude (1935), Martine (1939), Béatrice (1942) e Dominique (1954), che diverranno tutti artisti.
Al cinema, Pierre Billon la ingaggia nel 1943 nel film Vautrin, accanto a Michel Simon, nel ruolo di Clotilde, e nel 1946 per il ruolo di Marie ne L'uomo dal cappello rotondo, accanto a Raimu.
Lascia la Comédie-Française nel 1962, e ne viene nominata socio onorario nel 1967. Ciononostante, vi ritorna per recitare nel 1980, nel 1990 e infine nel 2011.
Suo marito Lucien muore il 12 agosto 2006 all'età di 100 anni.
All'età di 100 anni è protagonista del mediometraggio Plus jamais ça!, con Anna Gaylor, e a 102 torna in televisione con Si loin, si proche.
Il 24 settembre 2017, muore all'età di 103 anni.

## Teatrografia parziale

### Nella Comèdie-Française
- 1934: Lorenzaccio (Alfred de Musset), di Émile Fabre
- 1934: La Brebis d'Edmond Sée, di Jean Debucourt
- 1934: On ne badine pas avec l'amour di Alfred de Musset
- 1934: Le Mariage forcé de Molière, di Robert Manuel
- 1934: Le Sourire du faune (André Rivoire), di Pierre Bertin
- 1934: Il medico per forza di Molière
- 1934: Ruy Blas di Victor Hugo
- 1934: La Belle aventure (Gaston Arman de Caillavet), Robert de Flers ed Étienne Rey
- 1934: L'Amour veille, Gaston Arman de Caillavet et Robert de Flers
- 1934: Tante Marie (Anne Valray), di Charles Granval
- 1934: Il barbiere di Siviglia di Beaumarchais
- 1935: Le nozze di Figaro de Beaumarchais
- 1935: L'Impromptu de Versailles di Molière
- 1935: Les Burgraves di Victor Hugo
- 1935: L'Étourdi ou les Contretemps di Molière
- 1935: L'Illustre théâtre (Jules Truffier), di Pierre Bertin
- 1935: Madame Quinze (Jean Sarment), di Émile Fabre
- 1980: La Folle de Chaillot (Jean Giraudoux), di Michel Fagadau
- 1990: Tête de poulet di György Spiró

### Fuori dalla Comédie-Française
- 1965: Lorsque l'enfant paraît di André Roussin

..
- 2003: Così è se vi pare (Luigi Pirandello), di Bernard Murat
- 2005: Riccardo III (William Shakespeare), di Didier Long
- 2014: Le Jubilé d'Agathe di Pascal Lainé

## Filmografia parziale

### Cinema
- L'aventurier, regia di Marcel L'Herbier (1934)
- Il forzato di Rochefort, regia di Pierre Billon (1943)
- Piccola mamma, regia di Maurice Gleize (1944)
- Coup de tête, regia di René Le Hénaff (1944)
- Paméla, regia di Pierre de Hérain (1945)
- Nathalie, regia di Pierre Billon (1946)
- Le avventure di Casanova, regia di Jean Boyer (1947)
- Route sans issue, regia di Jean Stelli (1948)
- Tra le undici e mezzanotte, regia di Henri Decoin (1949)
- I cavalieri di ventura, regia di Bernard de Latour  (1949)
- Il montone infuriato, regia di Michel Deville (1974)
- L'accusa è: violenza carnale e omicidio, regia di André Cayatte (1974)
- Una femmina infedele, regia di Roger Vadim (1976)
- Un marito è sempre un marito, regia di Serge Friedman (1976)
- Un oursin dans la poche, regia di Pascal Thomas (1977)
- Dolci bugie, regia di Nathalie Delon (1987)
- Un été d'orages, regia di Charlotte Brandström (1989)
- Roulez jeunesse!, regia di Jacques Fansten (1990)
- Uomini & donne - Istruzioni per l'uso, regia di Claude Lelouch (1996)
- Post coïtum animal triste, regia di Brigitte Roüan (1997)
- Riches, belles, etc., regia di Bunny Schpoliansky (1998)
- I ragazzi del Marais, regia di Jean Becker (1999)
- La dilettante, regia di Pascal Thomas (1999)
- Aïe, regia di Sophie Fillières (2000)
- C'est le bouquet!, regia di Jeanne Labrune (2002)
- Le passeggiate al Campo di Marte, regia di Robert Guédiguian (2005)
- Travaux - Lavori in casa, regia di Brigitte Roüan (2005)
- Palais royal!, regia di Valérie Lemercier (2005)
- Le Grand Appartement, regia di Pascal Thomas (2006)
- Le quatrième morceau de la femme coupée en trois, regia di Laure Marsac (2007)
- La legge del crimine, regia di Laurent Tuel (2009)
- Il riccio, regia di Mona Achache (2009)
- La Tête en friche - La testa tra le nuvole, regia di Jean Becker (2010)
- Ces amours-là, regia di Claude Lelouch (2010)
- La chiave di Sara, regia di Gilles Paquet-Brenner (2010)
- Sous le figuier, regia di Anne-Marie Étienne (2012)
- Week-ends, regia di Anne Villacèque (2014)
- La sonate des spectres, regia di Ivan Heidsieck (2015)

### Televisione
- Plaisir du théâtre - serie TV, 1 episodio (1960)
- Week-end surprise - film TV (1960)
- Les compagnons de Jehu - serie TV, 2 episodi (1966)
- Le tribunal de l'impossible - serie TV, 1 episodio (1968)
- Les enquêtes du commissaire Maigret - serie TV, 1 episodio (1971)
- La belle aventure - film TV (1971)
- Valérie - serie TV, 27 episodi (1974)
- Une vieille maîtresse - film TV (1975)
- Mamie Rose - film TV (1976)
- Le collectionneur des cerveaux - film TV (1976)
- Au théâtre ce soir - serie TV, 7 episodi (1976)
- Un crime de notre temps - film TV (1977)
- Un ours pas comme les autres - miniserie TV (1978)
- Cinéma 16 - serie TV, 1 episodio (1978)
- Le devoir de français - film TV (1978)
- Les amours sous la Révolution: Les amants de Thermidor - film TV (1978)
- La lumière des justes - miniserie TV, 3 episodi (1979)
- Le vérificateur - serie TV, 1 episodio (1979)
- Roméo et Baucis - film TV (1979)
- Comme chien et chat - film TV (1980)
- La folle de Chaillot - film TV (1980)
- Les dames de coeur - serie TV, 6 episodi (1980)
- Le curé de Tours - film TV (1980)
- Allô Béatrice - serie TV, 1 episodio (1984)
- Le crime de Mathilde - miniserie TV (1985)
- Grand hôtel - serie TV (1986)
- Claire - film TV (1986)
- Le hérisson - film TV (1989)
- Lise ou L'affabulatrice - film TV (1995)
- J'ai rendez-vous avec vous - film TV (1996)
- Tout ce qui brille - film TV (1996)
- Il commissariato Saint Martin - serie TV, 1 episodio (1999)
- Docteur Sylvestre - serie TV, 1 episodio (2001)
- Maigret - serie TV, 2 episodi (2002)
- Mis en bouteille au château - film TV (2005)
- Il comandante Florent (Une femme d'honneur) - serie TV, 1 episodio (2005)
- Marie-Octobre - film TV (2008)
- Le Grand Restaurant II - film TV (2011)

## Doppiatrici italiane
Nelle versioni in italiano delle opere in cui ha recitato, Gisèle Casadesus è stata doppiata da:
- Graziella Polesinanti ne Le passeggiate al Campo di Marte, La chiave di Sara
- Alina Moradei ne I ragazzi del Marais

## Opere
- Le Jeu de l'amour et du théâtre, Philippe Rey éditeur, 2007 ISBN 2848760869 ; riedizione 2014
- Cent ans, c'est passé si vite..., Le Passeur éditeur, 2014 ISBN 2368901205
- Ici Paris, d'hier à avant-hier, con Isabelle Blondie, foto di Sarah Bastin, Montpellier, Chèvre feuille étoilée, 2014 ISBN 2367950814